# Nadleśnictwo Drygały
Nadleśnictwo Drygały – jednostka organizacyjna Lasów Państwowych podległa Regionalnej Dyrekcji Lasów Państwowych w Białymstoku. Siedziba nadleśnictwa znajduje się w Drygałach, w powiecie piskim, w województwie warmińsko-mazurskim.
Nadleśnictwo obejmuje część powiatów piskiego i ełckiego. Znaczna część tutejszych lasów znajduje się na terenie poligonu Orzysz.

## Historia
W 1945 powstały nadleśnictwa Grondówka i Drygały. Objęły one przedwojenne niemieckie lasy skarbowe, lasy prywatne oraz grunty rolne niskich klas, które zostały przez polską administrację przeznaczone pod zalesienie.
1 stycznia 1973 nadleśnictwa Grondówka i Drygały zostały połączone. Nowa jednostka przyjęła nazwę Nadleśnictwo Drygały.

## Ochrona przyrody
Na terenie nadleśnictwa znajduje się jeden rezerwat przyrody - Jezioro Zdedy.

## Drzewostany
Głównym typem siedliskowym lasów nadleśnictwa są bory sosnowe z domieszką świerka. Zajmują one 87% powierzchni lasów nadleśnictwa.